# Edmund Kirsch
Edmund Kirsch (16. listopadu 1866, Brno – 8. ledna 1954, Praha ) byl český podnikatel.

## Život
Narodil se v roce 1866 v Brně. Jeho otec byl ředitelem jedné moskevské továrny a mladý Edmund tam proto strávil část dětství. V rodném Brně pak studoval textilní školu a po absolvování školy ho jeho strýc Edmund Pintner povolal na praxi do textilní firmy Vonwiller a spol. v Žamberku.
Koncem 70. let 19. století studoval na koleji v Dánsku, odkud pocházel jeho zvyk psát si všechny své denní poznámky v dánštině. Kromě češtiny a dánštiny uměl ještě německy, anglicky, francouzsky a rusky.
Po dokončení studií v Dánsku se roku 1885 vrátil do Žamberka, kde se aktivně podílel na kulturním životě města.